# 県道205号 (台湾)
県道205号（けんどう205ごう）は、澎湖県馬公市馬公港から同市興仁を結ぶ、全長7.606kmの台湾の県道である。

## 通過する自治体
- 澎湖県
  - 馬公市

## 接続する道路
- 県道203号
- 県道204号

## 施設
- 馬公港
- 中正国小学校
- 文澳国小学校